# Hansa-Brandenburg D.I
Hansa-Brandenburg D.I – austro-węgierski samolot myśliwski z okresu I wojny światowej. Na przełomie 1916 i 1917 roku podstawowy typ myśliwca K.u.k. Luftfahrtruppen.

## Historia
Wobec słabości własnego przemysłu lotniczego Austro-Węgry wyposażały swoje lotnictwo wojskowe w samoloty zaprojektowane w niemieckiej firmie Hansa-Brandenburg. W 1916 roku zamówiono w niej nowy typ dwupłatowego, jednomiejscowego myśliwca. Konstruktorem maszyny, która otrzymała fabryczne oznaczenie KD, był Ernst Heinkel. Samoloty o wojskowej desygnacie D.I były produkowane przez zakłady Hansa-Brandenburg, oraz na licencji przez austriacką firmę Phönix. Ogółem powstało 95 myśliwców Hansa-Brandenburg D.I.

## Opis
Hansa-Brandenburg D.I był samolotem dwupłatowym. Kadłub wykonany z podłużnic drewnianych krytych sklejką. Płaty prostokątne, dwudźwigarowe, kryte płótnem, połączone ze sobą słupkami w kształcie skrzyżowanych liter X. Podwozie stałe, z goleniami oprofilowanymi drewnem. 
Samolot był napędzany silnikiem rzędowym Austro-Daimler. Samoloty wyprodukowane w Niemczech miały silniki o mocy 118 kW, w Austro-Węgrzech o mocy 135 kW. Chłodnica najczęściej płaska na górnym płacie, rzadziej czołowa. Silnik osłonięty był blachą.
D.I był uzbrojony w pojedynczy karabin maszynowy Schwarzlose kalibru 8 mm. Ponieważ samolot nie był wyposażony w synchronizator, karabin maszynowy wraz z zapasem amunicji umieszczono w opływowej obudowie umocowanej nad górnym płatem.